# Єврейський квартал

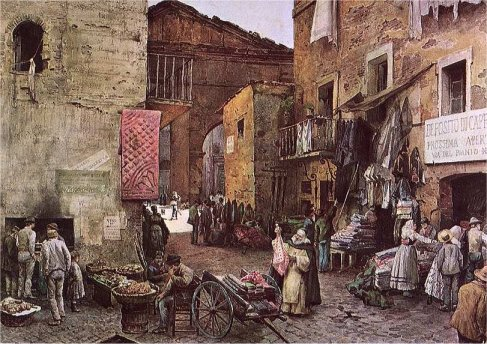
Єврейський квартал Рима ХІХ століття

Євре́йський кварта́л — частина міста, населена переважно євреями. Подібний до гетто або єврейських містечок. З'явилися в більшості європейських міст у часи середньовіччя. Були оточені житловими масивами, які населяли переважно християни. Створювалися з метою сегрегації, запобіганню асиміляції, християнізації, захисту від погромів тощо. Мали самоврядування й власну судову систему, очолювану раввинами. У ХІХ—ХХ століттях більшість єврейських кварталів і гетто Європи були знищені як окремі адміністративні автономні одиниці, проте єврейське населення часто продовжувало проживати на теренах колишніх кварталів. Остаточно ліквідовані у Східній Європі в ході Голокосту. Збереглися як топоніми ряду міст, незважаючи на те, що євреї у них більше не проживають.

## Назва
- Єврейський квартал (англ. Jewish quarter, нім. Judengasse, ісп. barrio judío, порт. bairro judeu)
- Жудіарі́я (порт. judiaria, МФА: [ʒu.di.ɐ.ˈɾi.ɐ][1]), або жударі́я (judaria, МФА: [ʒu.dɐ.ˈɾi.ɐ][1]) — єврейський квартал в Португалії.
- Худерія (ісп. judería)

## За країнами
- Єврейський квартал (Єрусалим) — частина Старого міста Єрусалима.
- Єврейський квартал (Скоп'є)

### Португалія
Муніципалітети, де існували єврейські квартали
- Аленкер
- Алмейда
- Белмонте
- Браганса
- Віла-Нова-де-Фош-Коа
- Віла-Нова-де-Пайва
- Говейя
- Гуарда
- Евора
- Елваш
- Іданя-а-Нова
- Кашкайш
- Каштелу-Бранку
- Каштелу-де-Віде
- Ковілян
- Ламегу
- Лейрія
- Лісабон
- Мантейгаш
- Меда
- Моймента-да-Бейра
- Пенамакор
- Пенедону
- Піньєл
- Порту
- Регенгуш-де-Монсараш
- Сабугал
- Сан-Жуан-да-Пешкейра
- Сейя
- Томар
- Торре-де-Монкорву
- Торреш-Ведраш
- Транкозу
- Фігейра-де-Каштелу-Родригу
- Форнуш-де-Алгодреш
- Фрейшу-де-Ешпада-а-Сінта
- Фундан

### Україна
- Львів — Єврейський квартал
- Вінниця — Єрусалимка